# Budynek przy ul. Kazimierza Pułaskiego 10 w Szczecinie
Budynek przy ul. Pułaskiego 10 w Szczecinie (pot. Stara Chemia) – budynek użyteczności publicznej wzniesiony w latach 1902–1904 w Szczecinie przy ulicy Kazimierza Pułaskiego 10, na osiedlu Turzyn w dzielnicy Śródmieście, wpisany do rejestru zabytków nieruchomych województwa zachodniopomorskiego. Od samego początku pełni funkcje oświatowe; w latach 1904–1944 mieściła się w nim szkoła budowlana, a po 1945 r. kolejno wydział Wyższej Szkoły Inżynierskiej, Politechniki Szczecińskiej i wreszcie Zachodniopomorskiego Uniwersytetu Technologicznego w Szczecinie. Sąsiaduje z budynkiem Wydziału Elektrycznego ZUT w Szczecinie.

## Historia
Gmach przy ówczesnej Schinkelstraße 10 powstał w latach 1902–1904 zgodnie z projektem szczecińskiego architekta Wilhelma Meyera-Schwartau dla Königlich-Preußische Baugewerkschule. W momencie przejęcia budynku przez szkołę w 1904 r., jej nazwę zmieniono na Staatsbauschule. W kolejnych latach nazwę szkoły zmieniano jeszcze trzykrotnie: po 1918 r. na Staatliche Baugewerkschule Stettin, w 1931 r. na Staatliche Lehranstalt für Hoch- und Tiefbau Stettin i w 1936 r. na Staatshochschule für Hoch- und Tiefbau. Uczniami szkoły mogli zostać absolwenci szkół podstawowych. Nauka kończyła się egzaminem mistrzowskim. 
W czasie bombardowań alianckich Szczecina w 1944 r. zniszczeniu uległo zwieńczenie środkowego ryzalitu w postaci wysokiego dachu czterospadowego z wieżyczką zegarową. W czasie powojennej odbudowy nie zdecydowano się na zrekonstruowanie zwieńczenia ryzalitu w pierwotnej formie, kryjąc go prostym, płaskim dachem. 6 grudnia 1947 r. w budynku rozpoczął działalność Wydział Chemiczny Wyższej Szkoły Inżynierskiej w Szczecinie, działający po przekształceniach do dziś pod nazwą Wydziału Technologii i Inżynierii Chemicznej ZUT w Szczecinie. 6 maja 1995 roku budynek został wpisany do rejestru zabytków nieruchomych województwa zachodniopomorskiego (nr rej.: A-1895).
W związku z planowaną modernizacją budynku rozważana jest rekonstrukcja dachu nad ryzalitem zgodnie z przedwojennym wyglądem.

## Architektura
Budynek jest obiektem czterokondygnacyjnym, krytym dachem czterospadowym z dachówki ceramicznej w kolorze czerwonym. Elewacja frontowa jest 11-osiowa, symetryczna względem środkowego ryzalitu. Kondygnację parterową i pierwsze piętro oraz drugie piętro i trzecie piętro rozdzielono gzymsami. W ryzalitach umieszczono po trzy osie, między nimi natomiast po sześć osi. Ryzalit środkowy pierwotnie wieńczył wysoki dach czterospadowy z wieżyczką zegarową. Ponad ryzalitami bocznymi zachowały się oryginalne szczyty dekorowane sterczynami. Fasady boczne są pięcioosiowe, przepołowione wielokątnymi ryzalitami nakrytymi stożkowymi hełmami z latarniami. Cokół budynku wykonano z kamienia, a elewacje z cegły ceramicznej. Narożniki ryzalitów bocznych udekorowano dodatkowo płycinami z tarczami herbowymi. Wejście główne do budynku ulokowano pod arkadami w ryzalicie środkowym, wejście boczne zaś we wnęce w prawym ryzalicie bocznym. Wewnątrz budynku znajdują się trzy klatki schodowe. 

## Galeria

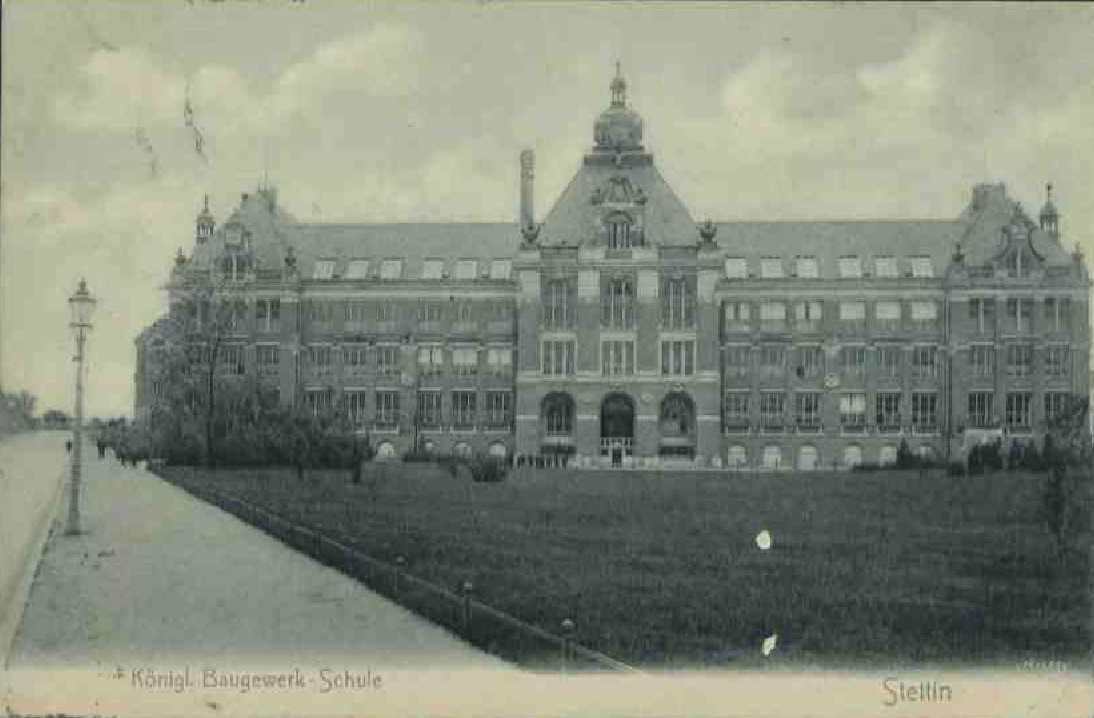
Budynek na początku XX wieku
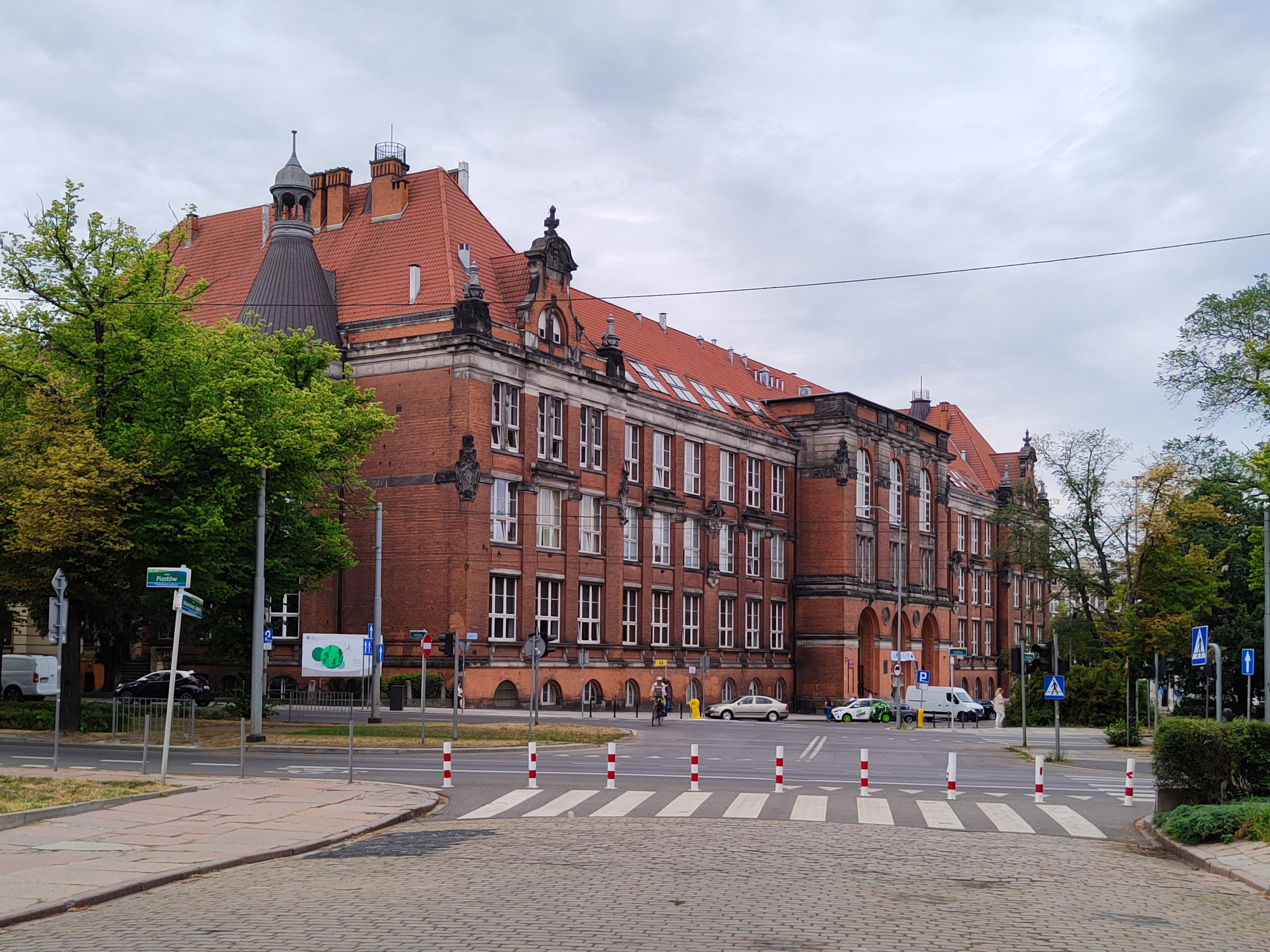
Widok na budynek z ulicy Jagiełły
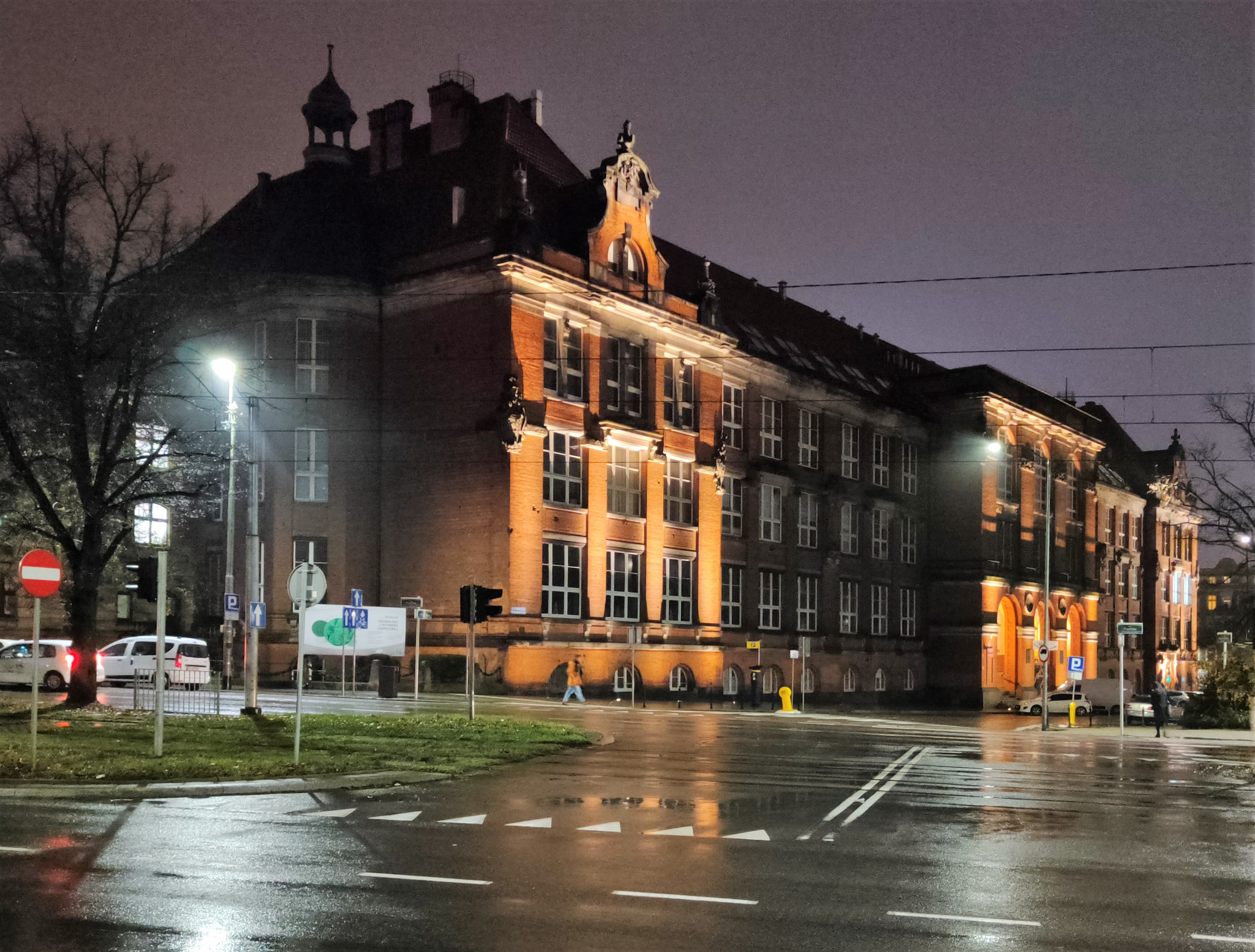
Stara Chemia nocą
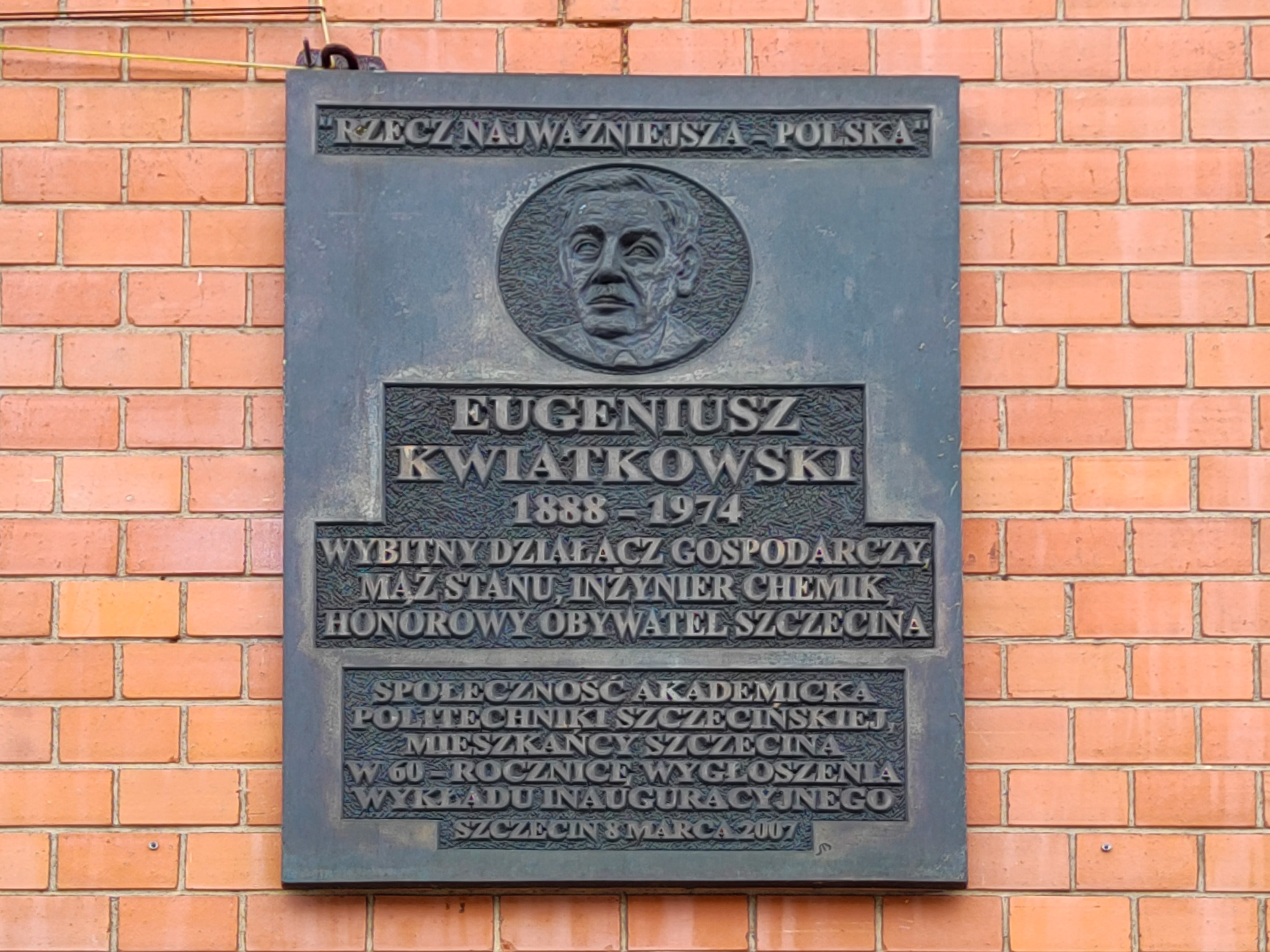
Tablica pamiątkowa poświęcona Eugeniuszowi Kwiatkowskiemu
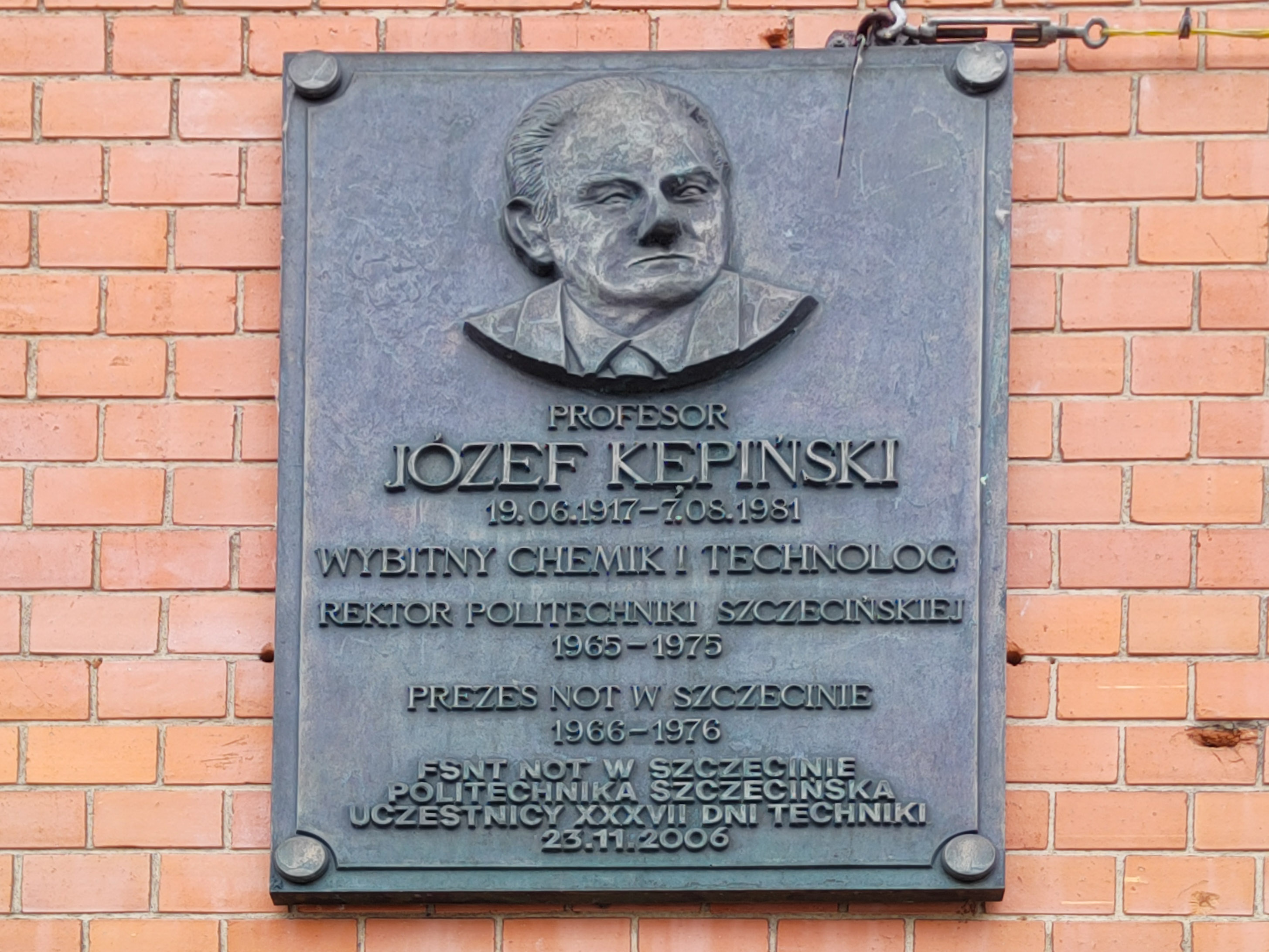
Tablica pamiątkowa poświęcona Józefowi Kępińskiemu
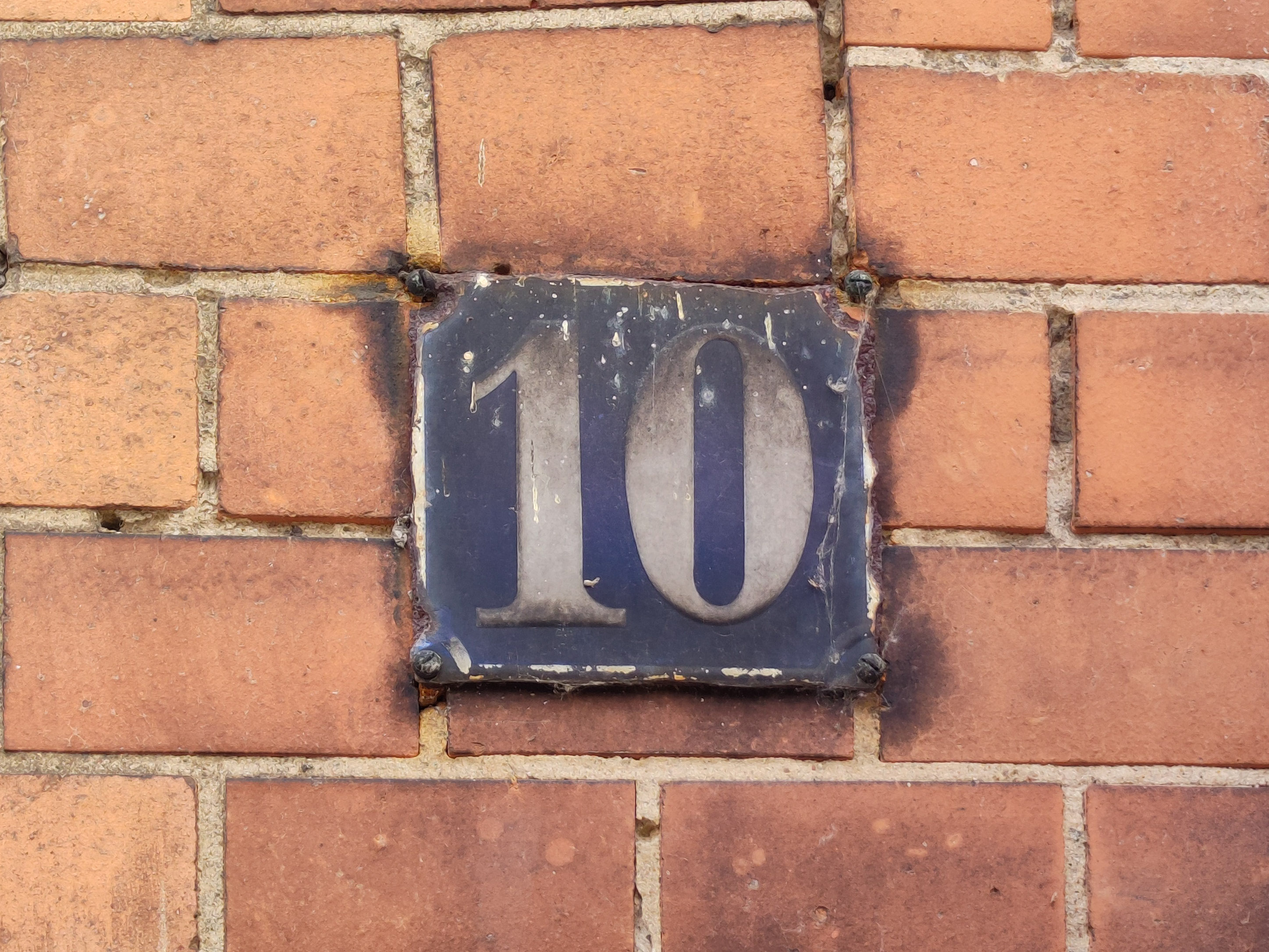
Przedwojenna tabliczka z numerem budynku